# Max Snegirjov
Maksim "Max" Sergejevitsj Snegirjov (Russisch: Максим "Макс" Сергеевич Снегирёв) (Moskou, 12 juni 1987) is een Russisch autocoureur.

## Carrière

### Formule Palmer Audi
Na twee jaar in het karten en drie sabbaticaljaren, maakte Snegirjov zijn formulerace-debuut in de Formule Palmer Audi in 2007. Hij eindigde als negentiende in de stand met veertien races waarin hij punten scoorde en zes uitvalbeurten in twintig races.
Snegirjov bleef in 2008 in de Formule Palmer Audi rijden. Hij verbeterde zijn resultaat naar een elfde plaats en finishte alle 20 races. Zijn beste resultaat was een zesde plaats op Donington.
In 2009 keerde Snegirjov terug naar het kampioenschap, waarin hij alleen deelnam aan de laatste ronde op Snetterton, waarin hij vijf punten scoorde in zijn enige race en kon niet starten in de andere twee races.

### Formule Renault
Snegirjov nam deel aan de races op Rockingham in de Formule Renault 2.0 UK Winter Cup in 2008 voor het team Falcon Motorsport. Hij eindigde als 22e in het kampioenschap met tien punten met een zeventiende en een achttiende plaats. Hij nam ook deel aan twee races van het hoofdkampioenschap in 2009 voor het team Tempus Sport.

### Formule 3
Snegirjov maakte zijn debuut in de Nationale Klasse van het Britse Formule 3-kampioenschap in 2009 voor het team Team West-Tec. In een moeilijk veld finishte hij als vierde in het Nationale Kampioenschap met 108 punten ondanks dat hij twee ronden miste op Hockenheim en Spa-Francorchamps.
In 2010 bleef hij rijden in de Britse Formule 3, maar nu in de Kampioenschapsklasse en voor het team Fortec Motorsport. Hij scoorde één punt op Snetterton en eindigde hiermee op de achttiende plaats in het kampioenschap.

### Formule 2
Op 25 februari 2011 werd bekend dat Snegirjov gaat rijden in de Formule 2 in 2011.